# Le congrès s'amuse (film, 1966)
Pour les articles homonymes, voir Le congrès s'amuse.
Pour plus de détails, voir Fiche technique et Distribution.
Le congrès s'amuse (titre original : Der Kongreß amüsiert sich) est un film franco-germano-autrichien réalisé par Géza von Radványi, sorti en 1966.
Le film se déroule au début du XIXe siècle. Le Congrès de Vienne doit notamment décider du sort de l’empereur Napoléon exilé sur l’île d'Elbe depuis 1814 et redéfinir les frontières européennes. Sur fond de valses viennoises, les têtes couronnées vont surtout être accaparées par leurs intrigues amoureuses.

## Synopsis
Le film commence différemment des deux adaptations cinématographiques précédentes. Un groupe de touristes dans la Vienne contemporaine en 1965 (à l'époque du tournage du film) visite le musée de cire et s'arrête devant la figure du prince Metternich. Ils sont dès lors propulsés un siècle et demi en arrière, en 1815, lors du Congrès de Vienne.
Là, Metternich tente de rétablir l'équilibre européen à la suite des guerres de conquête de Napoléon. L'empereur corse a été vaincu (pour l'instant) et banni sur l'île d'Elbe. Cependant les émissaires venues de toute l’Europe sont bien plus préoccupés par leurs escapades privées que par la politique internationale. Metternich fait escorter son amante Rosa à Prague par le capitaine voleur Grasl afin de ne pas offrir à ses opposants politiques nationaux et étrangers l'occasion de le ridiculiser. Cependant, Rosa ne compte pas se faire discrète et demande à son ami d'enfance, le baron Stefan, de la ramener à Vienne.
A la table des congressistes, les discussions de fond donnent lieu à un débat difficile sur la manière de traiter avec la France. Le ministre d'État Talleyrand se révèle un habile représentant des intérêts de son pays et travaille à ce que l'unité des puissances européennes victorieuses ne se fasse pas aux dépens de la France. L'apparition d'un faux Napoléon vient s'ajouter aux troubles. Le tsar Alexandre, quant à lui, préfère observer les belles femmes plutôt que de s'occuper de la haute politique et, après ses beuveries et ses nombreuses aventures amoureuses nocturnes, s'endort pendant les délibérations.
Le bras droit de Metternich, Friedrich von Gentz, est censé amener la comtesse polonaise Kopinskaya au dirigeant russe au nom de son maître afin qu'elle puisse enquêter sur les tactiques de négociation et les plans du tsar pour Metternich. Elle doit également influencer Alexandre en faveur de la résolution de la « question polonaise ». Mais Alexandre s'intéresse davantage à la petite Anni, une douce viennoise. Enfin, l'épouse de Metternich intervient pour sauver le baron Stefan des griffes de la justice. En effet, le baron doit être traduit en justice pour avoir tenté de conduire Marie-Louise, et son fils à Napoléon sur l'île d'Elbe.
Bientôt, les choses s'arrangent. Les cœurs s'apaisent et le congrès semble se poursuivre dans la bonne humeur. Le tsar Alexandre ose même danser publiquement avec Anni une valse viennoise jusqu'alors mal vue. L'assemblée reçoit alors une terrible nouvelle : Napoléon s'est enfui et a débarqué dans le sud de la France !

## Fiche technique
- Titre : Le congrès s'amuse
- Titre original : Der Kongreß amüsiert sich
- Réalisation : Géza von Radványi
- Scénario : Fred Denger, Aldo von Pinelli (Aldo Pinelli) et Géza von Radványi d’après une histoire d’Hans Habe
- Photographie : Heinz Hölscher
- Montage : Karl Fugunt, Henri W. Sokal
- Musique : Peter Thomas, Robert Stolz (compositeur des chansons Mei Glaserl hat ein Loch et Sag ja)
- Décors : Herta Hareiter, Otto Pischinger
- Costumes : Hill Reihs-Gromes, Frauke Sthamer
- Son : Hans Endrulat, Hermann Storr
- Scripte : Ludmilla Kish
- Pays de production :  Allemagne de l'Ouest,  Autriche,  France
- Langues de tournage : anglais, français
- Producteurs : Heinz Pollak, Georg M. Reuther, Aldo von Pinelli (Aldo Pinelli)
- Sociétés de production : Melodie Film (Allemagne), Wiener Stadthalle-Station Betriebs-und Produktionsgesellschaft (Autriche), Comptoir Français de Productions Cinématographiques (CFPC)
- Société de distribution : Nora-Filmverleih
- Format : couleur par Eastmancolor — son monophonique — 2.20:1 — version 35 mm et version 70 mm
- Genre : Comédie
- Durée : 100 minutes (1 h 40)
- Dates de sortie : 
  - Allemagne de l'Ouest: 18 mars 1966
  - France : 27 janvier 1967

## Distribution
- Curd Jürgens : le tsar Alexandre Ier
- Paul Meurisse : le comte de Talleyrand
- Hannes Messemer : le prince de Metternich
- Lilli Palmer : la princesse de Metternich
- Anita Höfer : Rosa
- Brett Halsey : Stefan
- Françoise Arnoul : la comtesse Kopinskaia
- Walter Slezak : le guide au musée de cire
- Philippe March : Monsieur Beauregard
- Kurt Meisel : Semmelbein, le bijoutier

## Autour du film
- Le film de Géza von Radványi est un remake des films : 
  - Le congrès s’amuse d’Erik Charell et Jean Boyer, coproduction franco-allemande (1931)
  - Le Congrès s’amuse (Der Kongreß tanzt) de Franz Antel, production autrichienne (1955)